# فوتر فرانشين
فوتر فرانشين (3 فبراير 1979 بسانت تروند في بلجيكا - ) هو لاعب كرة قدم بلجيكي في مركز الوسط. شارك مع منتخب بلجيكا تحت 21 سنة لكرة القدم. أما مع النوادي، فقد لعب مع كيه في ميخيلين ونادي جينك ونادي سينت ترويدن ونادي غينت ونادي كورتريك.

## وصلات خارجية
- فوتر فرانشين على موقع الاتحاد البلجيكي (الإنجليزية)
- فوتر فرانشين على موقع قاعدة بيانات كرة القدم.إي يو (الإنجليزية)
- فوتر فرانشين على موقع Soccerway.com (الإنجليزية)
- فوتر فرانشين على موقع عالم كرة القدم.نت (الإنجليزية)